# Verwaltungsgemeinschaft Triebes

Lage der ehemaligen Verwaltungsgemeinschaft im Landkreis Greiz

In der Verwaltungsgemeinschaft Triebes im heutigen thüringischen Landkreis Greiz hatten sich die Stadt Triebes und die Gemeinde Weißendorf zur Erledigung ihrer Verwaltungsgeschäfte zusammengeschlossen.

## Geschichte
Die Verwaltungsgemeinschaft löste sich im Jahr 1995 auf. Triebes wurde erfüllende Gemeinde für Weißendorf.
Am 31. Dezember 1994 betrug die Einwohnerzahl 4583.